# 津島利章
津島 利章（つしま としあき、1936年〈昭和11年〉年5月22日 - 2013年〈平成25年〉11月25日）は、日本の作曲家。岡山県出身。

## 来歴・人物
愛媛県立新居浜工業高等学校電気科を卒業。上京し、東京工業大学を受験するも不合格となり、日本大学芸術学部音楽理論科に入学。音楽を志すつもりはなく、合格後も代々木の予備校に通ったが、夏休みに黄疸にかかり、翌年春までの闘病となり、工大受験を断念した。
日本大学芸術学部3年生の折に作曲した『管弦四重奏』が、毎日音楽コンクールで入賞。周囲の勧めもあり、作曲家となる。1961年、フジテレビの『宮本武蔵』で注目を浴び、 1964年の『三匹の侍』で東映京都のプロデューサーの目に留まり、誘いを受けて映画音楽家となる。以後様々な映画やテレビドラマの音楽を担当した。『木枯し紋次郎 関わりござんせん』や『仁義なき戦い』にも映画音楽を提供した。
多作で知られ、1970年には年間14本の映画音楽を手掛けており、これは総計で約420曲を作曲した計算である。自ら「津島節というものがない」と語り、作曲手法も個性的な独自の手法だった。譜面はほとんど人に進呈してしまい、手元に残さない。「忘れるのも仕事のうち」と語り、作品ごとで完全燃焼するので個々の仕事はあまり覚えていないという。時代劇映画では古めかしい音楽、1980年代の『大捜査線』ではワウワウを使用するなど、アクションものにふさわしいファンキーな曲を提供し、常に臨機応変な作曲姿勢だった。
2013年11月25日、誤嚥性肺炎により死去。77歳没。
作風は可聴域を広く埋めてから、小節線を越えるタイで旋律を引き伸ばすなど、発想がシンフォニックなのが特徴だが、1980年代にはビッグバンド・ジャズ的な曲をドラマに提供するなど、多彩な音楽性を持っていた。

## 作品
※は合作

### 映画
- 三匹の侍（1964年）
- 江戸犯罪帳 黒い爪（1964年）
- 悪坊主侠客伝（1964年）
- 博徒（1964年）
- 集団奉行所破り（1964年）
- 忍者狩り（1964年）
- バラケツ勝負（1965年）
- 忍法忠臣蔵（1965年）
- 殴り込み侍（1965年）
- 獣の剣（1965年）
- 主水之介三番勝負（1965年）
- 天保遊侠伝 代官所破り（1965年）
- やくざGメン 明治暗黒街（1965年）
- 隠密侍危機一発（1965年）
- 関東果し状（1965年）
- 十七人の忍者（1966年）
- 丹下左膳 飛燕居合斬り（1966年）
- お尋ね者七人（1966年）
- 牙狼之介シリーズ
  - 牙狼之介（1966年）
  - 牙狼之介 地獄斬り（1967年）
- 怪竜大決戦（1966年）
- 博奕打ちシリーズ
  - 博奕打ち（1967年）
  - 博奕打ち 一匹竜（1967年）
  - 博奕打ち 総長賭博（1968年）
  - 博奕打ち 殴り込み（1968年）
- 銭形平次（1967年）
- 三人の博徒（1967年）
- 河内遊侠伝（1967年）
- ガンマー第3号 宇宙大作戦（1968年）[2]
- いかさま博奕（1968年）
- 妖艶毒婦伝 般若のお百（1968年）
- 五人の賞金稼ぎ（1969年）
- 渡世人列伝（1969年）
- 花札賭博 猪の鹿三番勝負（1970年）
- 極悪坊主 念仏三段斬り（1970年）
- 博徒一家（1970年）
- 日本ダービー 勝負（1970年）
- 日本暴力団 組長くずれ（1970年）
- シルクハットの大親分（1970年）
- (秘) セックス恐怖症（1970年）
- 博徒仁義 盃（1970年）
- 札つき博徒（1970年）
- ずべ公番長シリーズ
  - ずべ公番長 夢は夜ひらく（1970年）
  - ずべ公番長 東京流れ者（1970年）
  - ずべ公番長 はまぐれ数え唄（1971年）
  - ずべ公番長 ざんげの値打もない（1971年）
- 日本侠客伝 刃（1971年）
- ずべ公番長 ざんげの値打もない（1971年）
- 最後の特攻隊（1970年）
- シルクハットの大親分 ちょび髭の熊（1970年）
- 新宿の与太者（1970年）
- すいばれ一家 男になりたい（1971年）
- セックス喜劇 鼻血ブー（1971年）
- 日本悪人伝（1971年）
- 尼寺博徒（1971年）
- 悪の親衛隊（1971年）
- 日本女侠伝 激斗ひめゆり岬（1971年）
- 関東テキヤ一家 浅草の代紋（1971年）
- 狼やくざ 殺しは俺がやる（1971年）
- 日本悪人伝 地獄の道づれ（1972年）
- 喜劇 セックス攻防戦（1972年）
- 銀蝶渡り鳥シリーズ（1972年）
  - 銀蝶渡り鳥
  - 銀蝶流れ者 牝猫博奕
- ポルノギャンブル喜劇 大穴中穴へその穴（1972年）
- 現代やくざ 人斬り与太（1972年）
- 女番長ゲリラ（1972年）
- 麻薬売春Gメン（1972年）
  - 麻薬売春Gメン
  - 麻薬売春Gメン 恐怖の肉地獄
- 木枯し紋次郎 関わりござんせん（1972年）
- 人斬り与太 狂犬三兄弟（1972年）
- セックスドキュメント トルコの女王（1972年）
- 仁義なき戦いシリーズ[2]
  - 仁義なき戦い（1973年）
  - 仁義なき戦い 広島死闘篇（1973年）
  - 仁義なき戦い 代理戦争（1973年）
  - 仁義なき戦い 頂上作戦（1974年）
  - 仁義なき戦い 完結篇（1974年）
- 非情学園ワルシリーズ
  - 非情学園ワル（1973年）
  - 非情学園ワル 教師狩り（1973年）
  - 非情学園ワル ネリカン同期生（1974年）
- セックスドキュメント モーテルの女王（1973年）
- ボディガード牙シリーズ（1973年）
  - ボディガード牙
  - ボディガード牙 必殺三角飛び
- 海軍横須賀刑務所（1974年）
- 殺人拳シリーズ（1974年）
  - 激突! 殺人拳
  - 殺人拳2
  - 逆襲! 殺人拳
- 夜の演歌 しのび恋（1974年）
- 従軍慰安婦（1974年）
- 武道ドキュメント 剣豪の祭典（1974年）
- 衝撃! 売春都市（1974年）
- 新仁義なき戦いシリーズ（1974年）
  - 新仁義なき戦い（1974年）
  - 新仁義なき戦い 組長の首（1975年）
  - 新仁義なき戦い 組長最後の日（1976年）
- 仁義の墓場（1974年）
- 県警対組織暴力（1975年）
- 資金源強奪（1975年）
- 暴力金脈（1975年）
- 好色元禄㊙物語（1975年）
- 東京ふんどし芸者（1975年）
- 激突! 合気道（1975年）
- 東京ディープスロート夫人（1975年）
- 実録外伝 大阪電撃作戦（1976年）
- くの一忍法 観音開き（1976年）
- 暴走パニック 大激突（1976年）
- 大空のサムライ（1976年）[2]
- 狭山裁判（1976年）
- やくざの墓場 くちなしの花（1976年）
- 岸壁の母（1976年）
- 北陸代理戦争（1977年）
- 惑星大戦争（1977年）[1][2]
- トラック野郎・男一匹桃次郎（1977年）
- 柳生一族の陰謀（1978年）
- 赤穂城断絶（1978年）
- 地震列島（1980年）
- 姐御（1988年）
- 極道の妻たち 最後の戦い（1990年）
- 飛ぶ夢をしばらく見ない（1990年）
- 鬼平犯科帳 劇場版（1995年）

### テレビドラマ
- 宮本武蔵（1961年）
- 三匹の侍（1963年 - 1969年）
- 銭形平次（1966年）※1977年放送分より
- 昔三九郎（1968年）
- 新 三匹の侍（1970年）
- おらんだ左近事件帖（1971年）
- SFドラマ 猿の軍団（1974年）
- プロレスの星 アステカイザー（1976年）
- 恐竜大戦争アイゼンボーグ（1977年）
- 新五捕物帳（1977年- 1982年）
  - 大江戸桜吹雪、八千両の舞（1981年）
  - 春姿ふたり鼠小僧（1982年）
- 柳生一族の陰謀（1978年- 1979年）
- 大捜査線（1980年）
- 松本清張の駆ける男（1980年）
- 悪党狩り（1980年）
- 闇を斬れ（1981年）
- 江戸の用心棒（古谷一行）（1981年）
- 土曜ワイド劇場
  - 2代目オープニングテーマ（1984年1月7日 - 1993年10月2日）
  - 白い手美しい手呪いの手（1979年）
  - 松本清張の種族同盟（1979年）
  - 考古学者シリーズ（1981年 - 1997年）
  - 松本清張の事故（1982年）
  - 東京クーデター・Xデー日曜日（1980年2月23日）
  - 探偵・神津恭介の殺人推理（1985年放送の第2作以降）
  - 天才・神津恭介の殺人推理（1997年）
- 徳川風雲録 御三家の野望（1986年）
- 傑作時代劇（1987年）
- 京大アメリカンフットボール部誕生秘話 君に涙は似合わない（1988年）
- 花のあすか組!（1988年）
- 鬼平犯科帳（1989-1998,2001,2005-2011,2013,2014-2016年）
- 右門捕物帖（1989年）
- 鳴門秘帖（1990年）
- 銭形平次（1991年）
- 松本清張特別企画・聞かなかった場所（1997年）

### 校歌
- 東京医療保健大学 校歌[4]